# MDFMK
MDFMK war eine in den USA ansässige multinationale Industrial-Rock-Band, die 1999 aus KMFDM hervorgegangen war.

## Bandgeschichte
Nachdem Sascha Konietzko 1999 KMFDM aufgelöst hatte, wollte er zwar an sein bisheriges Schaffen musikalisch anknüpfen, allerdings nicht mehr mit wechselnden Gastmusikern und so unterschiedlichen Arbeitspraktiken, wie sie seine Bandkollegen an den Tag gelegt hatten. Ihn verlangte es nach einem echten Bandgefühl, das ihm der 1997 bei KMFDM mitwirkende Tim Skold, der laut Konietzko ein Arbeitstier wie er selbst sein soll, vermittelt hatte. Deshalb nahmen die beiden, noch mit der letzten KMFDM-Gastsängern den Titel Missing Time auf. Er sollte ursprünglich ein Computerspiel untermalen, was aber nicht verwirklicht wurde. Konietzko bezeichnete das Lied als „Brückenstück“ zwischen KMFDM und MDFMK, weil danach erst die Drill-Sängerin Lucia Cifarelli fest engagiert wurde. Cifarelli hatte mit Drill ein zweites Album im Alternative-Rock-Stil eingespielt, dessen Veröffentlichung aber mehrfach verschoben wurde, bis der Plattenvertrag gekündigt wurde und gar keine Aussicht auf Veröffentlichung mehr bestand. Sie sei niedergeschlagen gewesen und habe keine Kraft mehr für Drill gehabt, gab sie an. Einen freien Kopf und neuen Elan habe sie sich von einer musikalischen Veränderung versprochen und da sei ihr die Anfrage von der frisch auf MDFMK getauften Band gerade recht gekommen.
Der gespiegelte Name sollte sowohl eine Weiterentwicklung als auch Kontinuität signalisieren. Das erste und einzige Album der Gruppe mit dem Titel MDFMK erschien in den USA am 28. März 2000 bei Republic Records und am 29. Mai 2000 in Deutschland bei Motor Music. Am 18. April erfuhr auch Missing Time auf dem Soundtrack von Heavy Metal: F.A.K.K.² eine breitenwirksame Verwendung. Vom Album wurden in den USA weit über 100.000 Einheiten abgesetzt, die Verkäufe der übrigen Länder hinzugenommen, ergab eine Absatzzahl fast so hoch wie in den besten KMFDM-Zeiten (Nihil). Konietzko gab nach Fertigstellung des Albums sein Studio in Seattle auf und zog nach New York. Es folgte eine Tour durch die USA (der geplante Abstecher ins kanadische Toronto entfiel). Dabei wurde die Band live durch einen Gitarre spielenden Roboter unterstützt.
Nach der Neugründung von KMFDM im Jahr 2002 bestand keine Notwendigkeit mehr für MDFMK. Doch wenn KMFDM wieder eine Pause einlegen sollte, kann sich Sascha Konietzko vorstellen, MDFMK weiter zu betreiben, zumal noch unveröffentlichtes Material existiere.

## Stil
Thorsten Zahn reihte im Metal Hammer die Bestandteile aneinander: „Drum ’n’ Bass-Teile, Technoanleihen, hochgepitchte Gitarren, Samples, New-Metal-Riffs, Gothic-Stimmen, Wave-Atmosphäre und viele zusammenhängende Melodielinien.“ Das Trio verleihe „den kalten elektronischen Zutaten Wärme“. Im Rock Hard differenzierte Marcus Schleutermann den Stil, denn einerseits sei es gelungen, „ein homogenes, songorientiertes Band-Album, das subtilere Töne anschlägt und politisch nicht mehr so radikal ausfällt“ zu schaffen, andererseits seien „genug Trademarks, wie das typische Riffing und die gewohnten Gesangslinien“ aus der KMFDM-Ära erhalten geblieben. Anders Oliver Hüttmann im Rolling Stone, der befand: „Das anarchische Grollen aus Metal und Techno hat sich kaum geändert.“

## Diskografie

### Alben
- 2000: MDFMK (Republic Records)

### Sonstige
- 2000: Missing Time (Soundtrackbeitrag auf Heavy Metal: F.A.K.K.²)
- 2000: Rabble Rouser (Kompilationbeitrag auf Gravity Games 2000: Summer Sounds Vol. 1)